# Popol Vuh
Pour les articles homonymes, voir Popol Vuh (homonymie).

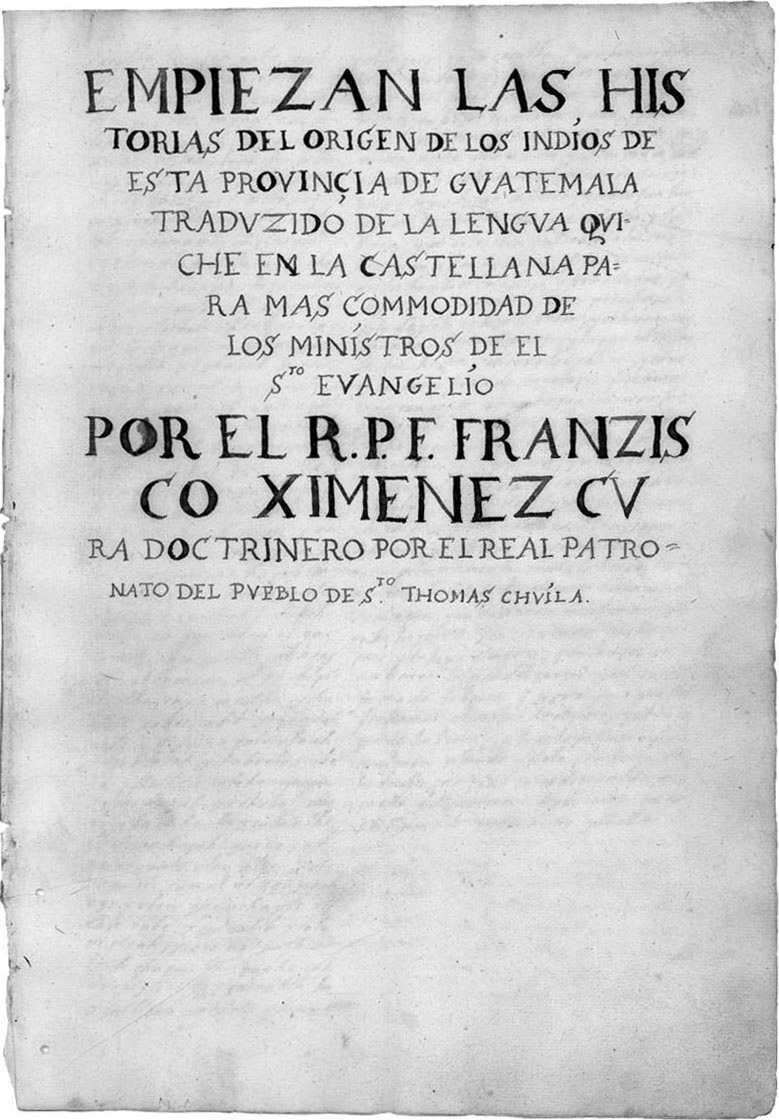
Première page de la plus vieille version écrite du Popol Vuh (manuscrit entre 1701 et 1703 par Francisco Ximénez).

Le Popol Vuh (également retranscrit Pop Wuh ou Popol Wu'uj à partir de l'expression quiché signifiant littéralement « livre de la natte », généralement traduit par « Livre du Conseil » ou « Livre de la Communauté ») est un texte mythologique maya rédigé en quiché à l'époque coloniale. C'est le document le plus important dont nous disposons sur les mythes de la civilisation maya.
Il s'agit d'une sorte de « Bible » maya dont le contenu, remontant à la période précolombienne, relate l'origine du monde et plus particulièrement du peuple quiché, l'une des nombreuses ethnies mayas, dont le centre de rayonnement se situait dans la partie occidentale du Guatemala actuel. Le livre inclut une généalogie royale de la période postclassique accordant une place prééminente à la lignée Kaweq.
Le seul manuscrit existant, transcrit entre 1701 et 1703 par Francisco Ximénez, est conservé à la Newberry Library de Chicago (Ayer ms 1515). Il a fait l'objet de plusieurs traductions, en particulier en espagnol, français, anglais et allemand.

## Origine du manuscrit
La version du Livre du Conseil des Mayas-Quichés que nous connaissons ne date pas de l'époque pré-colombienne, mais fut, selon Dennis Tedlock (en), rédigée entre 1554 et 1558, soit une trentaine d’années après la conquête espagnole. Cette version anonyme, dont l'auteur est probablement un religieux maya cherchant à conserver une tradition orale et pictographique très ancienne, était en langue quiché transcrite en caractères latins selon la phonologie espagnole de l’époque. Le manuscrit ne fut découvert par les Européens qu'au début du XVIIIe siècle : le dominicain Francisco Ximénez, qui réussit à l'obtenir des Quichés de Santo Tomás Chuilá (actuel Chichicastenango), en fit en 1701-1703 une copie accompagnée d'une traduction en regard, ce qui sauvegarda le texte original, la source ayant ensuite disparu. Cette première traduction, très littérale, est difficile à comprendre. Il en inclut une plus lisible dans Historia de la Provincia de Santo Vicente de Chiapa y Guatemala (1722).
Lorsque les religieux furent expulsés du Guatemala par le général Francisco Morazán en 1829-1830, le manuscrit conservé jusque-là dans le couvent de San Domingo fut remis à l’Université de San Carlos. L’Autrichien Karl von Scherzer le découvrit en 1854. Il fit faire une copie des deux dernières sections avec l’assistance de Juan Gavarete et les publia en espagnol en 1857 sous le nom de Las Historias del Origen de Los Indios de esta provincia de Guatemala. L'abbé Brasseur de Bourbourg découvrit lui aussi le manuscrit en 1855. Il publia en 1861 sous le nom de Popol Vuh, Le livre Sacré et les mythes de l'antiquité américaine la version originale quiché accompagnée de sa traduction française. Son manuscrit fut acheté à sa mort avec l’ensemble de sa bibliothèque par Alphonse Pinart, puis revendu à Edward E. Ayer qui en fit don à la Newberry Library entre 1897 et 1911.

## Contenu
Tout d’abord, est décrite la genèse du monde qui offre certaines ressemblances avec la cosmogonie biblique. Du néant originel, les Dieux décidèrent de créer le monde, de le rendre matériel et de le peupler de créatures afin d'être adorés. Après la création de la Terre, des montagnes, de la flore et de la faune, ils créèrent les premiers hommes à partir de la glaise. Ce premier essai s'étant révélé infructueux, une seconde tentative fut effectuée à partir du bois, mais ces hommes s’avérèrent frivoles, vaniteux et paresseux. Les Dieux les firent donc disparaître par le moyen d'un déluge ; ils périrent ou devinrent des singes. À la fin, dans une ultime tentative ils façonnèrent les hommes à partir du maïs, et la race humaine trouva là sa substance définitive.
La seconde partie narre les aventures des jumeaux Hunahpu et Ixbalanque, comment ils vinrent à bout de Vucub Caquix (« sept perroquets ») dont l'orgueil démesuré déplaisait aux dieux, du fils de ce dernier, Zipacna, qui avait tué les quatre cents frères, et de son frère Cab R'acan, qui abattait les montagnes. Ensuite, le texte parle de Hun Hun Ahpu, père des jumeaux, et de son propre frère jumeau Vucub Hun Ahpu : les maléfiques seigneurs de Xibalba les invitent dans leur monde souterrain pour les tuer ; ils les enterrent à Pucbal Chah et placent leur tête dans les arbres ; par la suite, Ixquic, la fille d'un des seigneurs de Xibalba, se trouve fécondée par la salive d'un des jumeaux ; elle part alors trouver leur mère ; elle met au monde Hunahpu et Ixbalanque. Ceux-ci se débarrassent de Hun Batz et Hun Chuen, leurs demi-frères jaloux, et les transforment en singes ; ils repartent ensuite à Xibalba pour venger Hun Hun Ahpu et Vucub Hun Ahpu, et triomphent de Hun Came et Vucub Came, les maîtres de Xibalba, et des autres seigneurs, grâce à leur emprise sur les animaux et leurs dons de métamorphoses. Ils deviennent ensuite le Soleil et la Lune.
De nouveau, le texte revient aux quatre hommes de maïs mentionnés précédemment : Balam Quitzé (es), Balam Acab, Mahucutah (sv) et Iqi Balam. Une fois ces humains parfaits créés, les Dieux prirent peur que leurs créatures ne les supplantent. Ils décidèrent donc de les rendre moins parfaites en restreignant leurs sens et leur intelligence et en les obligeant à procréer (ce pourquoi furent créées également quatre femmes), puis à mourir. Ces huit humains sont à l'origine de toute la race humaine. Survient ensuite un épisode similaire à celui de la Tour de Babel, où l'humanité se divise et perd sa capacité à parler un seul et même langage.
Le texte enchaîne sur une histoire généalogique retraçant la vie des descendants des premiers hommes jusqu'aux souverains du peuple maya des Quiché. Cette partie, plus « historique » et moins mythologique, donne de nombreux détails intéressants sur la structuration politique et les rivalités entre tribus. Elle se termine sur la constatation que tout ce que décrit le livre a disparu, y compris la nation quiché, et que leur village s'appelle désormais Santa Cruz.
Selon les éditions, le texte est fragmenté en trois ou quatre parties.

### Extraits

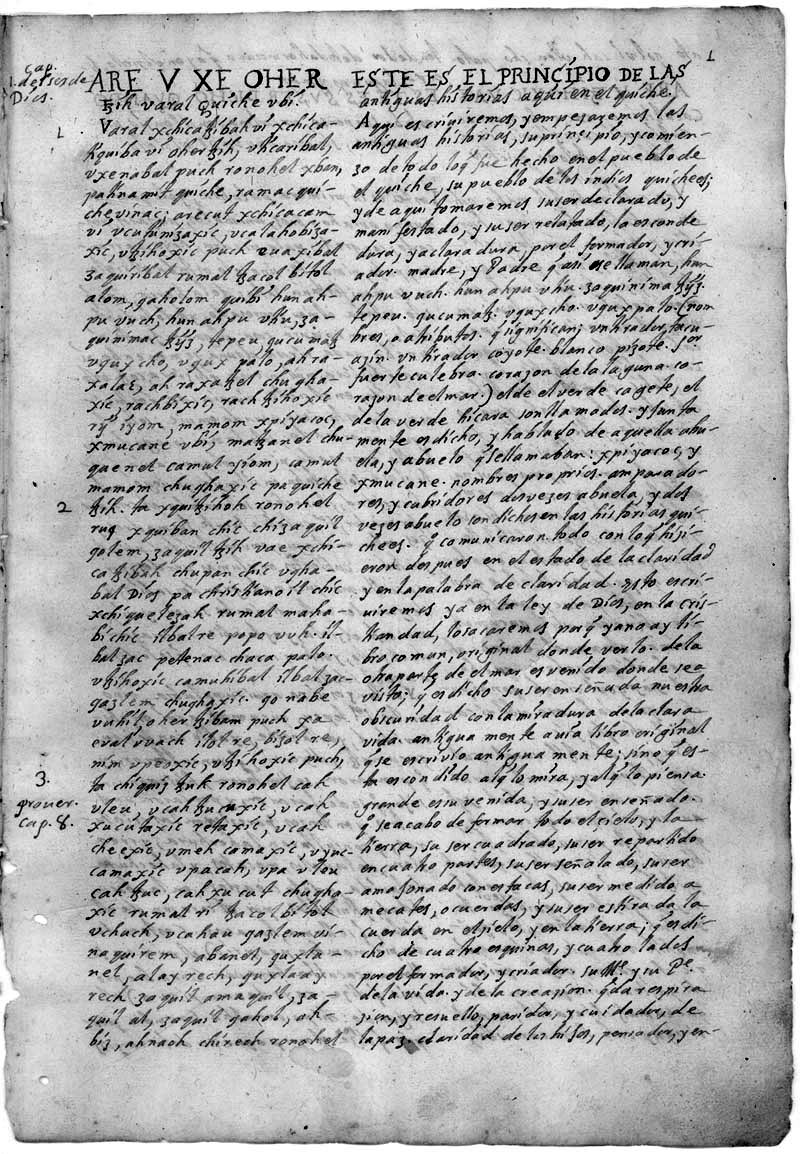
Recto du folio 5 du manuscrit de Francisco Ximénez.

Voici les premières lignes du livre, dans une orthographe et une ponctuation modernisées (de l'édition de Sam Colop) :
| Quiché Are uxe‘ ojer tzij waral K‘iche‘ ub‘i‘. Waral xchiqatz‘ib‘aj wi xchiqatikib‘a‘ wi ojer tzij, utikarib‘al uxe‘nab‘al puch rnojel xb‘an pa tinamit K‘iche‘ ramaq‘ K‘iche‘ winaq. | Traduction française « C'est la racine de l'ancienne parole de ce lieu nommé Quiché Ici nous écrirons, nous installerons l'antique parole, l'origine le commencement de tout ce qui a été fait dans la nation quiché pays du peuple quiché. » |  |

## Postérité
- Le compositeur Edgar Varèse a utilisé des extraits de ce texte pour les paroles de sa pièce Ecuatorial.
- Le compositeur Alberto Ginastera (1916-1983) s'en est inspiré pour en faire une pièce orchestrale, « Popol Vuh », op. 47, qui est restée inachevée.
- Des musiciens allemands ont choisi le titre du manuscrit comme nom de leur groupe, Popol Vuh. Ce groupe d'avant-garde, formé en 1969 autour de Florian Fricke, joue de la musique électronique et est connu pour avoir composé la musique pour plusieurs films du réalisateur Werner Herzog.
- De nombreux passages du Popol Vuh sont repris en épigraphes dans la biographie de l'activiste guatémaltèque Rigoberta Menchú, rédigée par la Vénézuélienne Elizabeth Burgos à partir d'entretiens et parue en 1983.
- La Compagnie Pupella-Noguès a adapté le texte pour la création du spectacle "Popol Vuh, le livre des maya", à Gênes en Italie,  en 1984, présenté ensuite au Festival mondial des théâtres de marionnettes de Charleville-Mézières en 1985.
- Le compositeur Christopher Tin a utilisé des extraits de ce texte pour les paroles du thème principal de Civilization VII, Live Gloriously.
- Le prix Nobel de littérature Miguel Ángel Asturias en fit son livre de chevet et son roman le plus connu, Hommes de maïs, fait explicitement référence à la manière dont les dieux du Popol Vuh ont créé l'humanité.

#### Publications de la source primaire

##### En espagnol
- Francisco Ximénez, Primera parte de el tesoro de las lengvas kakchiqvel, qviche y qutuhil, Chicago (Newberry Library), 1701-1703 (lire en ligne).
- Adrián Recinos, Popol Vuh: las antiguas historias del Quiché, 12° éd. (1° éd. 1947), Fondo de Cultura Económica, 2003  (ISBN 9681603273).
- Sam Colop, Popol Wuj, Guatemala, F&G editores, 2012 (ISBN 9789929552548).
- Laura Elena Sotelo et Michela Craveri, Popol Vuh, Mexico, Penguin Clásicos, 2018 (ISBN 9786073161336).

##### En français
- Georges Raynaud, Le Popol Vuh : Les dieux, les héros et les hommes de l'ancien Guatemala d'après le livre du conseil, Paris, Librairie d'Amérique et d'Orient Jean Maisonneuve, coll. « Classiques d'Amérique et d'Orient », 2000, 156 p. (ISBN 978-2-7200-1126-9) ; première édition : 1925 (en ligne sur Gallica).
- Brasseur de Bourbourg, Popol Vuh : Le livre sacré et les mythes de l'Antiquité américaine, 1861.
- Rafaël Girard, Le Popol-Vuh. Histoire culturelle des Maya-Quichés (1954), Payot, 1972, 382 p.
- Pierre Desruisseaux et Daisy Amaya, Pop Wooh : Popol Vuh, le Livre du Temps, Histoire Sacrée des Mayas Quichés, Le Castor astral, 1985, (Triptyque, 15 décembre 2002)  (ISBN 2890314243).
- Adrián Chávez, Pop Wuh : le Livre des événements, Paris, Gallimard, coll. « L'Aube des peuples », 1990, 180 p. (ISBN 2-07-071783-6).
- Popol Vuh, Le livre des indiens Mayas Quichés. traduction : Valérie Faurie, éditeur: Albin Michel collection : Spiritualité vivantes. Achevé d'imprimer en septembre 1991. N° d'édition : 11907. N° d'impression : 2288. Dépôt Légal : septembre 1991. (ISBN 2-226-05550-9)

##### En anglais
- Dennis Tedlock, Popol vuh : the definitive edition of the Mayan book of the dawn of life and the glories of gods and kings, New York, Simon and Schuster, 1985 (ISBN 0-671-45241-X, OCLC 11467786).
- Allen J. Christenson, Popol Vuh: The Sacred Book of the Maya, Olahoma City, University of Oklahoma Press, 2007 (ISBN 978-0806138398).

##### En allemand
- Jens Rohark, Poopol Wuuj : Das Buch des Rates der K´ichee´-Maya von Guatemala, 2007, 287 p. (ISBN 978-3-939665-32-8).

#### Sources secondaires
- Rafaël Girard, L'ésotérisme du Popol-Vuh. Le livre sacré et des mythes de l'antiquité américaine. Livres héroïques et historiques des Maya-Quiché, Maisonneuve Adrien, 1959 (réimpr. 1983) (ISBN 2-7200-1015-4).